# Liste des primates non-humains les plus gros
Cet article présente la liste des primates non-humains les plus gros.

## Définition
Il n’existe pas de définition fixe d’un grand primate, elle est généralement évaluée de manière empirique. Les primates présentent les niveaux les plus élevés de dimorphisme sexuel parmi les mammifères ; par conséquent, les dimensions corporelles maximales incluses dans cette liste se réfèrent généralement aux spécimens mâles.
En règle générale, les singes de l'Ancien Monde (paléotropicaux) sont plus grands que les singes du Nouveau Monde (néotropicaux) ; les raisons de ce phénomène ne sont pas entièrement comprises, mais plusieurs hypothèses ont été émises. En règle générale, les cerveaux des primates sont « nettement plus gros » que ceux des autres mammifères ayant une taille corporelle similaire.
Cette liste n'inclut ni l'Humain, ni les primates aujourd'hui disparus.

## Liste des plus grands primates non humains
| Image | Espèce                  | Nom binomial        | Poids (kg) | Longueur (cm) | Hauteur (cm)         | Contrée d'origine     | Famille         | Carte | Remarques |
| ----- | ----------------------- | ------------------- | ---------- | ------------- | -------------------- | --------------------- | --------------- | ----- | --- |
|       | Gorille de l'Est        | Gorilla beringei    | 70–200     | 150–185       | 150–195              | Afrique de l'Est      | Hominidae       |       | |
|       | Gorille de l'Ouest      | Gorilla gorilla     | 58–200     | 150–170       | 167–176:pages181-182 | Afrique de l'Ouest    | Hominidae       |       | |
|       | Orang-outan de Bornéo   | Pongo pygmaeus      | 30–100     | 100–170       | 100–140              | Bornéo                | Hominidae       |       | Jusqu'au XIXe siècle, les jeunes orangs-outans capturés dans la nature mouraient en peu de temps, ce qui a conduit les naturalistes à supposer à tort que les spécimens vivants qu'ils rencontraient brièvement et les squelettes d'orangs-outans adultes étaient des espèces entièrement différentes. |
|       | Orang-outan de Sumatra  | Pongo abelii        | 45–90      | 120–180       | 90–170               | Sumatra               | Hominidae       |       | |
|       | Orang-outan de Tapanuli | Pongo tapanuliensis | 40–90      | 120–150       | 110–137              | Sumatra               | Hominidae       |       | |
|       | Pan troglodytes         | Pan troglodytes     | 27–70      | 63–93         | 100–170              | Afrique subsaharienne | Hominidae       |       | |
|       | Bonobo                  | Pan paniscus        | 34–60      | 70–83         | 110–119              | Afrique subsaharienne | Hominidae       |       | |
|       | Mandrillus sphinx       | Mandrillus sphinx   | 10–36      | 70–95         | 80                   | Afrique de l'Ouest    | Cercopithecidae |       | |
|       | Chacma                  | Papio ursinus       | 12–32      | 50–115        | 50–75                | Afrique australe      | Cercopithecidae |       | |
|       | Babouin olive           | Papio anubis        | 10–24      | 50–114        | 55–70                | Afrique subsaharienne | Cercopithecidae |       | |